# Альянсы геев и гетеросексуалов

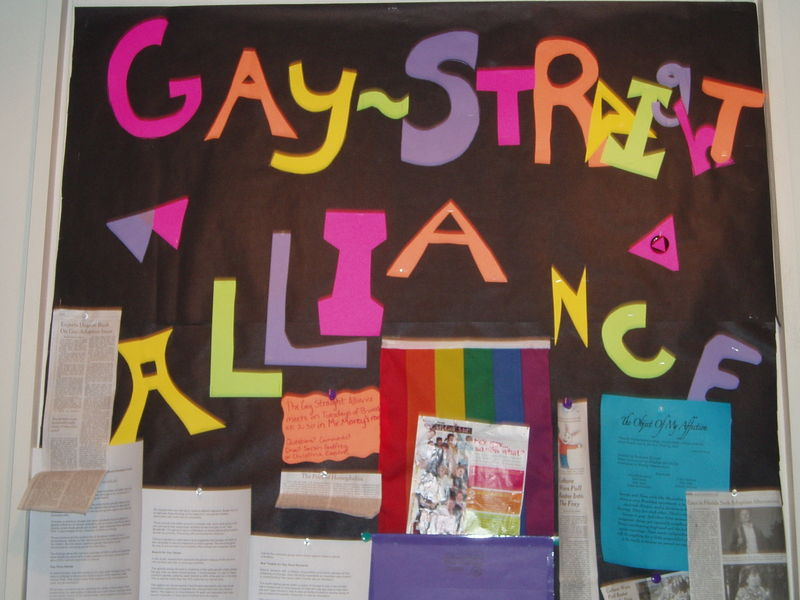
Флаг альянса, новости и флаеры на доске школьных объявлений

Альянсы геев и гетеросексуалов (англ. Gay-straight alliances, GSAs, «гей-стрейт альянсы») — это независимые от государства и школьных администраций студенческие организации, распространённые в некоторых школах, колледжах и университетах США и Канады. Их заявленной целью является обеспечение безопасной, дружественной и толерантной атмосферы для лесбиянок, геев, бисексуалов и транс-людей и их гетеросексуальных друзей и союзников.
По данным Клейн с 2001 по 2007 году количество подобных организаций примерно удвоилось и превысило 3 000.

## Идеологическая платформа
Целью Альянсов геев и гетеросексуалов является создание в школах, колледжах, университетах и других вузах безопасной и дружественной атмосферы для всех студентов, вне зависимости от их сексуальной ориентации или гендерной идентичности. Идеология этих альянсов отличается от идеологии других организаций ЛГБТ-движения — большинство ЛГБТ-организаций делают акцент на борьбе за равные гражданские права для ЛГБТ, против дискриминации, за те или иные изменения в законодательстве, в частности, за принятие законов об однополых браках. В отличие от них, альянсы геев и гетеросексуалов фокусируются на другом — на праве каждого человека, независимо от его сексуальной ориентации или идентичности, любить и быть любимым; на взаимопонимании, терпимости, взаимном уважении и признании того, что люди могут иметь разные предпочтения, в том числе и сексуальные; а также создании безопасной атмосферы для обсуждения проблем, с которыми сталкивается ЛГБТ-молодёжь.

## Влияние
Гомофобия в школе и сопряжённый с ней гомофобный буллинг являются серьёзной проблемой для ЛГБТ-молодёжи. 34 % ЛГБ и 35 % трансгендерных учеников в США подвергались буллингу по сравнению с 19 % гетеросексуальных учеников. Исследования находят связь между буллингом и ухудшением психического здоровья и ростом рискованного поведения, есть ограниченная уверенность в существовании связи между буллингом и проблемами в обучении. Согласно отчёту Human Rights Campaign, американская ЛГБТ-молодёжь почти в 2 раза менее счастлива, чем цисгетеро-молодежь. Опрос молодых ЛГБТ в США от Trevor Project обнаружил, что 40 % из них серьёзно задумывались о суициде.
Альянсы геев и гетеросексуалов оказались эффективны в сокращении буллинга. Причём в одном исследовании было отмечено уменьшение подверженности ЛГБТ не только гомофобному буллингу, но и другим видам травли: травле, связанной с религией, весом, инвалидностью и т.д. Это приводит к существенному уменьшению рискованного поведения, улучшению психического и физического здоровья ЛГБТ-учеников.

## Критика
Распространено представление о том, что альянсы геев и гетеросексуалов представляют собой всего лишь нечто вроде службы знакомств или места, где геи и лесбиянки могут встречаться и знакомиться, и что это и есть их основное предназначение.
Ряд организаций и отдельных лиц, выступающих с позиций традиционной морали и семейных ценностей, в частности, Совет по семейным исследованиям, Фокус на семье, выступают резко против существования таких альянсов в стенах школ и вузов, считая, что деятельность альянсов способствует моральному разложению молодёжи, подрыву традиционных устоев общества, является «пропагандой гомосексуализма» и противоречит задачам школьного и вузовского образования и воспитания.

## Формы активности
Многие альянсы геев и гетеросексуалов участвуют в местных и общенациональных кампаниях по просвещению и повышению терпимости и взаимопонимания, таких, как День молчания, Национальный день каминг-аута и Неделя без оскорблений. Многие альянсы работают совместно с местными организациями ЛГБТ.

## Членство в альянсах
Состав альянсов значительно различается в разных школах и вузах. Некоторые альянсы состоят в основном из гетеросексуальных друзей геев и лесбиянок, при сравнительно небольшом количестве собственно представителей сексуальных меньшинств. В некоторых же организациях, наоборот, наблюдается преобладание геев и вообще ЛГБТ. Многие альянсы поменяли названия для того, чтобы в названии был меньший акцент на слово «гей» и бо́льший акцент на поддержку движения гетеросексуалами и на разнообразие людей. Это стремление выразилось в таких названиях, как «Проект Радуга», «Альянс равных», «Альянс гордости», «Общая почва», «Спектр», или «Стрейт-гей альянс» (перевёрнутое «гей-стрейт альянс»). 

## Отношение в обществе
Отношение школьных и вузовских администраций к деятельности альянсов различно в разных школах и вузах США. В некоторых школах и вузах администрация относится к деятельности альянсов благожелательно, помогает и даже выступает инициатором создания таких организаций, предоставляет им помещения для собраний, финансирует их деятельность, позволяет представителям альянса входить в состав организаций студенческого самоуправления наравне с представителями других кружков и объединений студентов. В большинстве школ и вузов отношение администрации можно описать как терпимое или индифферентное — не помогают, но и не мешают деятельности.
Некоторые студенты и учащиеся сталкиваются с противодействием администрации, вышестоящих органов образования, организаций студенческого или ученического самоуправления или местного общества при попытках основать школьный или вузовский альянс геев и гетеросексуалов. Например, в 1999 году школьный совет округа Орэндж в штате Калифорния единогласно проголосовал за запрет создания GSA в колледже Эль-Модена. Студенты колледжа подали в суд на школьный совет, утверждая, что их право на свободу слова, собраний, союзов, гарантированное Первой поправкой к Конституции США, и их право на гражданское равенство, установленное законом 1984 года о равных гражданских правах, были нарушены таким запретом. В первом в истории решении по подобному делу, окружной судья Дэвид О. Картер предварительно постановил, что школа обязана разрешить членам GSA встречаться в стенах школы и предоставить им помещение. Вышестоящий суд, куда обратились с апелляцией родители и школьный совет, ужесточил постановление суда первой инстанции и обязал школьный совет признать существование GSA и допустить его представителей в свой состав. Студенты ряда других школ, вузов и колледжей использовали сходную судебную тактику для того, чтобы отстоять право на существование GSA в стенах своих учебных заведений.
Хотя судебные прецеденты сделали возможным легальное существование альянсов в стенах школ и вузов, многие группы по решению школьного совета или администрации получают статус не финансируемых школой или вузом. Например, в школах округов Уинстон-Салем и Форсайт в штате Северная Каролина, альянсы могут устраивать встречи в стенах школы, но считаются не финансируемыми школой. Как следствие, GSA не могут пользоваться некоторыми привилегиями, которые предусмотрены для официальных школьных организаций, например использовать школьное радио (интерком) для объявлений, держать свои средства на счетах школы и т. п. Правила, принятые в школах округов Уинстон-Салем и Форсайт в отношении «инициированных студентами и не финансируемых школой» клубов и кружков, не являются чем-то уникальным — это типичный пример других подобных правил, распространённых в разных регионах и штатах США. (Постановление 6146 школьного совета Уинстон-Салема и Форсайта  (недоступная ссылка с 05-09-2013 [4334 дня] — история, копия)).

## История
Исторически первый GSA был образован в Конкорде, штат Массачусетс, студентом Кевином Дженнингсом, основателем и главой организации «GLSEN». Кевин Дженнингс также родом из Уинстон-Салема в штате Северная Каролина. Первый GSA в государственной школе был создан в старшей школе Южного Ньютона, в Ньютоне, штат Массачусетс, учителем Робертом Пэрлином.
В сентябре 2006 года Университет Туро-Мэри Айленд в Калифорнии попытался запретить университетский GSA. После демонстрации студентов и преподавательского состава университета и публичной поддержки этого протеста со стороны Американской ассоциации студентов-медиков
, Американской ассоциации медиков-геев и лесбиянок и городского совета города Вальехо, где расположен университет, администрация университета была вынуждена отменить запрет. Отмена запрета была положительно воспринята Американской Ассоциацией студентов-медиков.
В остальном мире, за исключением США и Канады, GSA не так популярны, но постепенно движение набирает силу и в Западной Европе. В Великобритании традиционно акцент делается на самостоятельных, независимых от школ и вузов, молодёжных ЛГБТ группах и организациях, которые собираются вне стен школы или вуза. Иногда такие организации финансируются или их создание поощряется местными властями, местными органами здравоохранения или образования. Первый GSA в Великобритании был основан лесбиянкой Шарлоттой Лестер в старшей школе Патни для девочек. Альянсу, основанному Шарлоттой Лестер, не было запрещено встречаться в стенах школы, однако им запретили содержать свой веб-сайт и декларировать связи с другими молодёжными группами геев и лесбиянок, а также запретили допускать к участию в альянсе школьников моложе 16 лет.
Усилия Шарлотты Лестер были поддержаны активистом ЛГБТ-движения Дэвидом Генри из Манчестера. Вместе они основали в 1999 году «Молодёжный квир-альянс». Этот альянс в настоящее время оказывает поддержку формированию GSA и различных других молодёжных ЛГБТ групп в школах, колледжах и университетах Великобритании.

## Альянсы за пределами США
В то время как движение альянсов геев и гетеросексуалов началось в США, сегодня подобные организации существуют в Канаде и Нидерландах.